# Nécropole de Pian di Palma
 (mars 2025).
Pian di Palma est une zone plate située près de la rivière Albegna, au nord-ouest de Saturnia, dans la municipalité de Manciano, dans la province de Grosseto en Toscane.

## Description
Dans cette zone se trouve la nécropole étrusque de Puntone, datant du VIIe – Ve siècle av. J.-C., composée presque exclusivement de tombes étrusques en tumulus réalisées avec des dalles de travertin et constituées d'une chambre funéraire précédée d'un dromos : l'ancienne colonie portait le nom de Palmule.
Non loin de la nécropole se trouve la zone de la Caldine ou Scogli del Bagno Santo, au pied d'une falaise de travertin une source d'eau chaude sulfureuse coulait jusque dans les années 1940. Sur ce lieu,  deux bassins ont été construits où de nombreuses personnes allaient se baigner pour se soigner des maladies de la peau, d'où la localité prend le nom de Scogli del Bagno Santo. Les témoignages sont encore visibles, car chaque personne guérie par les eaux a laissé une petite croix gravée sur le mur de travertin, puis à la suite des mouvements telluriques, la source est détournée et coule actuellement à environ 200-300 mètres au milieu d'un champ.